# Chopin, mon amour
Chopin, mon amour (engelska: Impromptu) är en brittisk-amerikansk historisk dramafilm från 1991 i regi av James Lapine. Huvudrollerna som Frédéric Chopin och George Sand spelas av Hugh Grant och Judy Davis.

## Rollista i urval
- Judy Davis – George Sand (Amantine-Lucile-Aurore Dupin)
- Hugh Grant – Frédéric Chopin
- Mandy Patinkin – Alfred de Musset
- Bernadette Peters – Marie Catherine Sophie, grevinnan d'Agoult
- Julian Sands – Franz Liszt
- Ralph Brown – Eugène Delacroix
- Georges Corraface – Félicien Mallefille
- Anton Rodgers – hertig d'Antan
- Emma Thompson – hertiginnan d'Antan
- Anna Massey – Sophie-Victorie Delaborde, George Sands mor
- David Birkin – Maurice
- John Savident – Buloz
- Lucy Speed – unga Aurora
- Elizabeth Spriggs – baronessan Laginsky